# Sân bay quốc tế Beirut Rafic Hariri
Sân bay quốc tế Rafic Hariri (cũng gọi Sân bay quốc tế Beirut, tên trước đây Chaldea Airport) (IATA: BEY, ICAO: OLBA) (tiếng Ả Rập: مطار رفيق الحريري الدولي) là một sân bay tọa lạc các trung tâm thành phố Beirut, Liban 9 km về phía Nam, ở ngoại ô thành phố này. Đây là sân bay thương mại đang hoạt động duy nhất ở quốc gia này. Đây là trung tâm hoạt động của hãng hàng không quốc gia Liban, Middle East Airlines (thường được gọi tắt là MEA). Đây cũng là trung tâm của hãng vận chuyển hàng Trans Mediterranean Airways (thường được gọi tắt là TMA Cargo), cũng như hãng thuê bao MenaJet.
Sân bay có tên ban đầu là  Sân bay quốc tế Beirut, tuy nhiên nó được đổi tên vào ngày 22 tháng 6 năm 2005, để vinh danh cựu thủ tướng Rafic Hariri người bị ám sát trong một vụ nổ lớn ở Beirut ngày 14 tháng 2 năm 2005 khi đoàn xe hộ tống của ông bị làm mục tiêu tấn công. 

## Số liệu thống kê

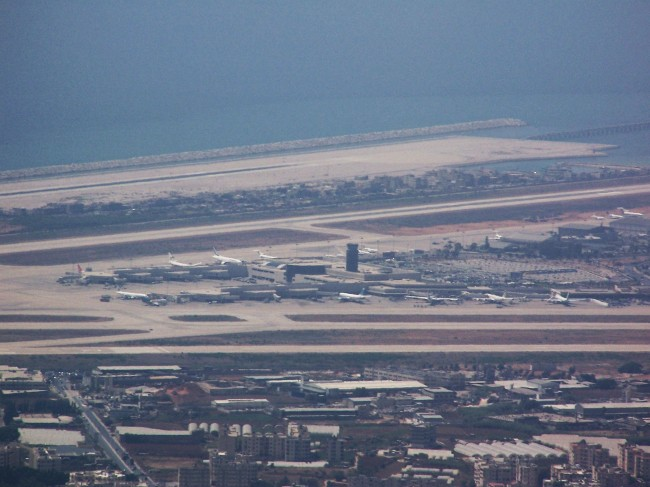
ngay

Dưới đây là các số liệu thống kê về số lượt khách, tổng lượng hàng vận chuyển và tổng số lượt chuyến sử dụng sân bay này qua các năm. Lưu trữ ngày 2 tháng 2 năm 2007 tại Wayback Machine
| Năm  | Tổng khách | Tổng hàng hoà (tấn) | Tổng lượt chuyến |
| ---- | ---------- | ------------------- | ---------------- |
| 1990 | 637.944    |                     | 8.048            |
| 1991 | 837.144    | 44.064              | 10.822           |
| 1992 | 1.092.645  | 48.859              | 14.963           |
| 1993 | 1.343.289  | 45.539              | 16.581           |
| 1994 | 1.489.429  | 54.007              | 19.045           |
| 1995 | 1.672.657  | 49.742              | 20.478           |
| 1996 | 1.715.434  | 46.505              | 21.004           |
| 1997 | 1.715.434  | 46.505              | 21.004           |
| 1998 | 2.006.956  | 55.037              | 23.051           |
| 1999 | 2.222.344  | 54.300              | 25.010           |
| 2000 | 2.343.387  | 52.439              | 29.707           |
| 2001 | 2.444.851  | 62.789              | 30.627           |
| 2002 | 2.606.861  | 65.913              | 32.952           |
| 2003 | 2.840.400  | 65.674              | 34.468           |
| 2004 | 3.334.710  | 62.081              | 39.023           |

## Các hãng hàng không và các điểm đến
- Aeroflot (Moscow-Sheremetyevo)
- Air Algérie (Algiers)
- Air Arabia (Sharjah)
- Air France (Paris-Charles de Gaulle)
- Alitalia (Milan-Malpensa)
- Armavia (Yerevan)
- Austrian Airlines (Vienna)
- Bahrain Air (Bahrain)
- bmi (London-Heathrow)
- Bulgaria Air (Sofia)
- Czech Airlines (Prague)
- Cyprus Airways (Larnaca)
- DonbassAero (Donetsk)
- EgyptAir (Cairo)
  - EgyptAir Express (Alexandria)
- Emirates (Dubai)
- Ethiopian Airlines (Addis Ababa)
- Etihad Airways (Abu Dhabi)
- Flying Carpet Airlines (Berlin-Tegel, Hanover)
- Gulf Air (Bahrain)
- Iran Air (Mashhad, Tehran-Imam Khoemeini)
- Iraqi Airways (Baghdad)
- Jazeera Airways (Kuwait)
- Kuwait Airways (Kuwait)
- Lufthansa (Frankfurt)
- Malaysia Airlines (Dubai, Kuala Lumpur)
- Malev Hungarian Airlines (Budapest)
- Middle East Airlines (Abidjan, Abu Dhabi, Accra, Amman, Athens, Cairo, Copenhagen, Dammam, Dubai, Frankfurt, Geneva, Istanbul-Atatürk, Jeddah, Kano, Kuwait, Lagos, Larnaca, London-Heathrow, Milan-Malpensa, Nice, Paris-Charles de Gaulle, Riyadh, Rome-Fiumicino, Sharm el Sheikh)
- Olympic Airlines (Athens)
- Oman Air (Dubai, Muscat)
- Qatar Airways (Doha)
- RAK Airways (Ras Al Khaimah)
- Royal Air Maroc (Casablanca)
- Royal Jordanian (Amman)
- Saudi Arabian Airlines (Dammam, Jeddah, Riyadh)
- Sama Airlines  (Jeddah, Riyadh)
- Star Airlines (Paris-Charles de Gaulle)
- Syrian Arab Airlines (Brussels, Damascus)
- TAROM (Bucharest-Otopeni)
- Tunisair (Tunis)
- Turkish Airlines (Istanbul-Atatürk)
- UM Airlines (Kiev-Boryspil)
- Viking Airlines (Stockholm-Arlanda)
- Yemenia (Amman, Sana'a)

### Hàng hóa
- Cargolux
- Martinair Cargo